# Leiobunum hikocola
Leiobunum hikocola is een hooiwagen uit de familie Sclerosomatidae.